# Veltheimia
Veltheimia is een geslacht uit de aspergefamilie. De soorten komen voor in Zuid-Afrika.

## Soorten
- Veltheimia bracteata
- Veltheimia capensis